# Ochrosia elliptica

Охрозія еліптична (Ochrosia elliptica) — вид рослин родини барвінкові.

## Назва
В англійській мові має назву «кривавий ріг» (англ. bloodhorn).

## Будова
Великий вічнозелений кущ, або невелике дерево 5-9 м заввишки. Листя шкірясте, темно-зелене, овальне, з хвилястим краєм, до 20 см завдовжки і 8 см завширшки. Листя росте групами по 3-4. Квіти білі, невеликі, запашні, з'являються групами. Плоди можуть бути на дереві одночасно з квітами, нагадують червоний ріг чи видовжені помідори. Плоди і сік рослини отруйні.

## Поширення та середовище існування
Зростає на узбережжі Квінсленду та частині Малінезії відразу за заростями мангрів.

## Практичне використання
Вирощується як декоративна рослина.

## Галерея

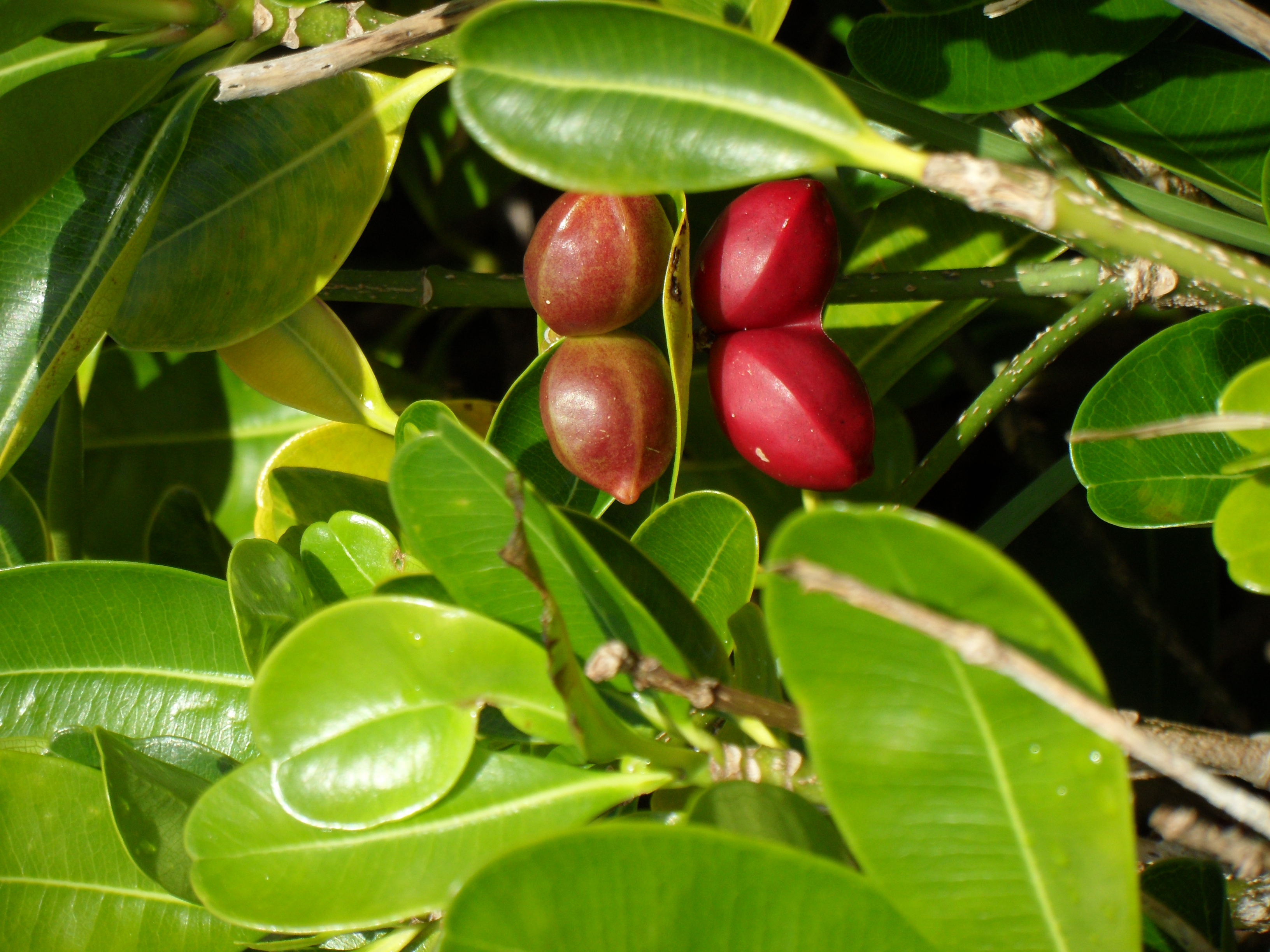
Плоди
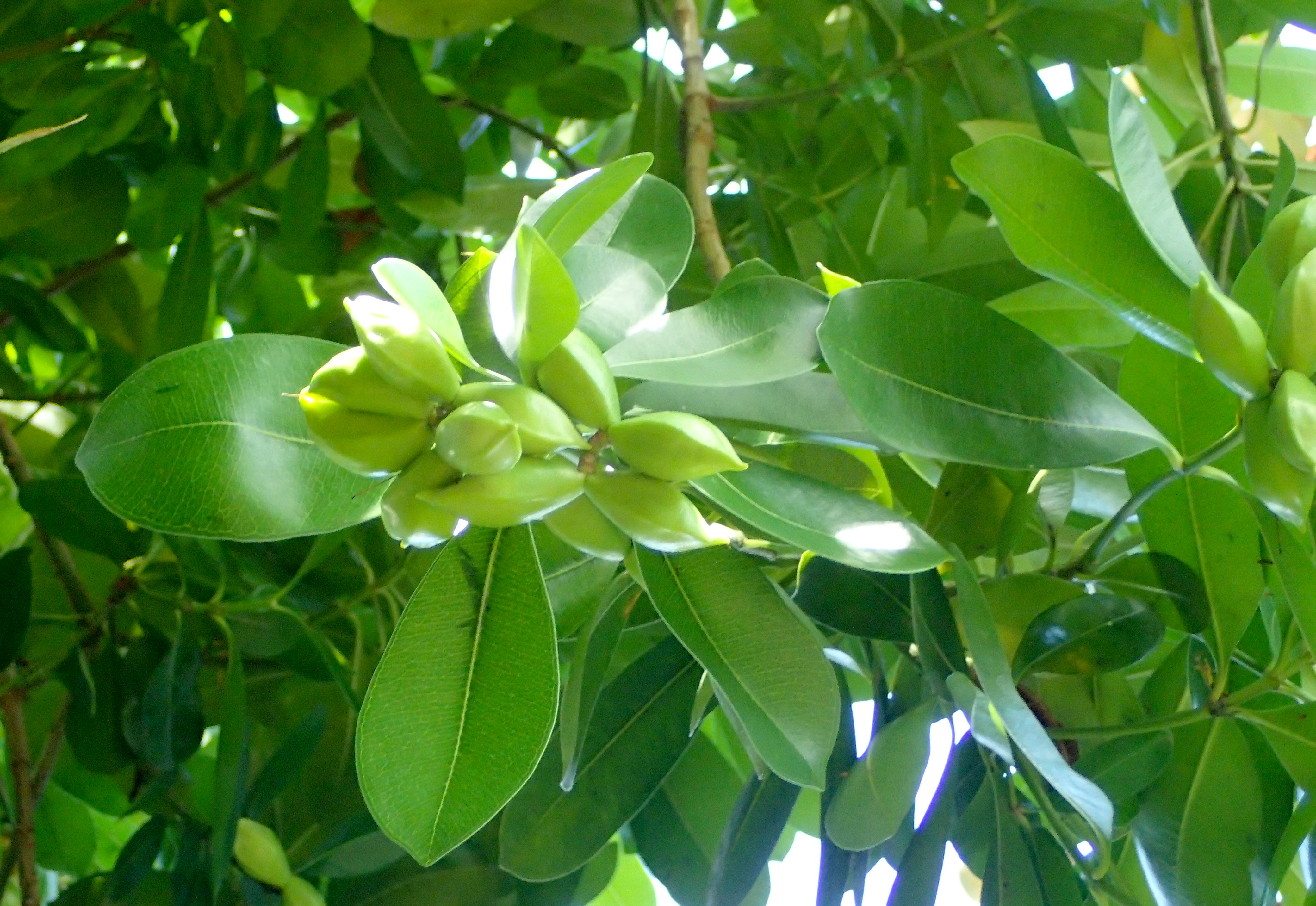
Листя
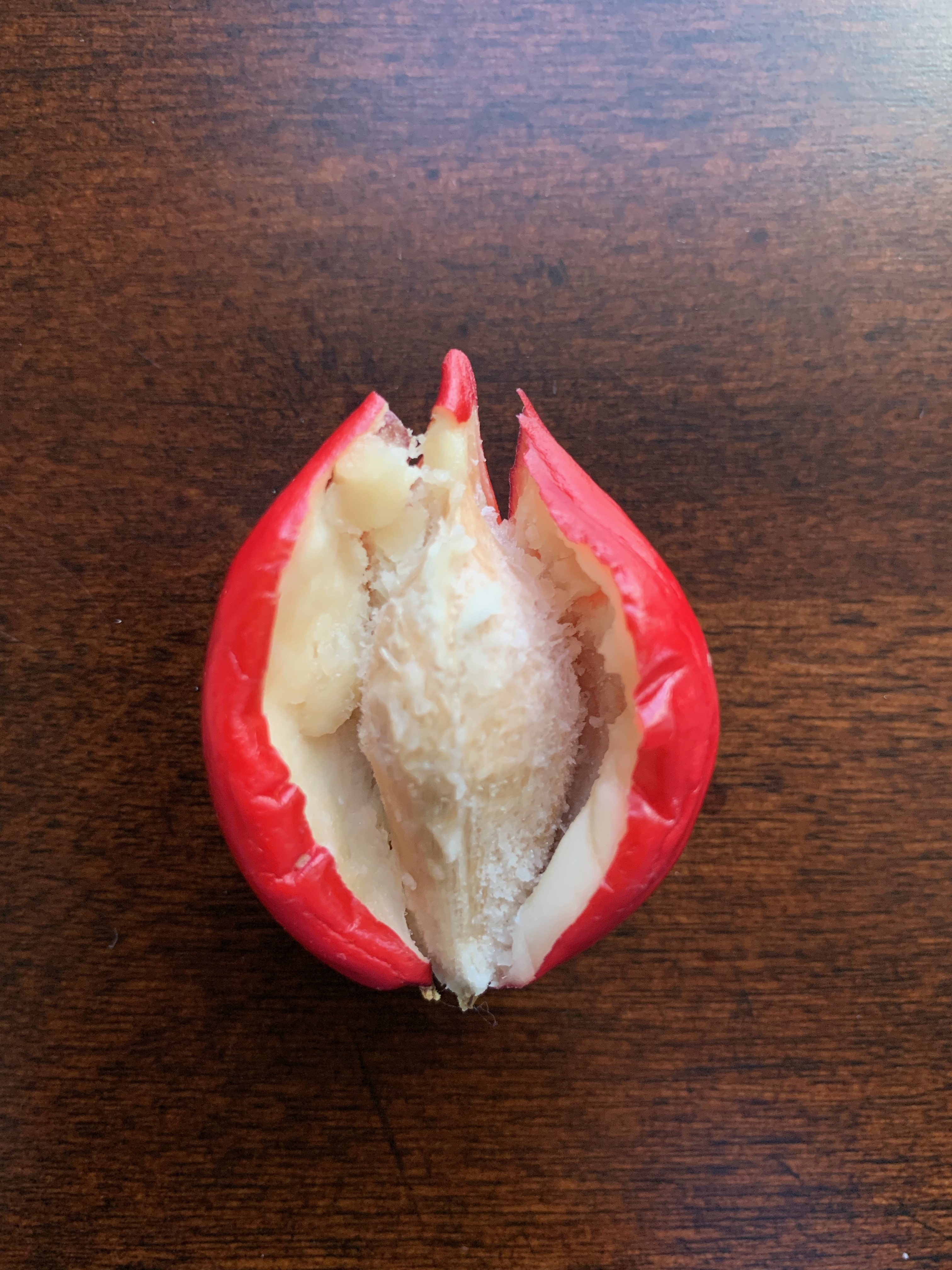
Відкритий плід